# Косован Мар'ян Іванович
Мар'ян Іванович Косован (нар. 23 серпня 1993, Чернівці, Україна) — український футболіст, півзахисник.

## Клубна кар'єра
Вихованець футбольної школи «Буковина» (Чернівці). У чемпіонаті України (ДЮФЛ) виступав за чернівецьку «Буковину». І саме в рідній команді розпочав професійну футбольну кар'єру.
Дебютував 14 вересня 2013 року в матчі проти чернігівської «Десни» в рамках 10-ого туру чемпіонату України серед команд першої ліги. В літнє міжсезоння 2015 року за обопільною згодою сторін залишив рідну команду, провівши в загальному рахунку 28 офіційних матчів.

### Аматорський рівень
Впродовж 2015—2017 років виступав за аматорські команди: «Карпати» (Брошнів-Осада) та «Козацький Острів» (Чорнолізці) у чемпіонаті Івано-Франківської області; «Колос-Підгір'я» (Сторожинець) у чемпіонаті Чернівецької області; «Громада» (Дунаївці) у чемпіонаті Хмельницької області.